# Чантада
Чанта́да (ісп. Chantada, МФА: [ʧãn̪.ˈta.ða]) — муніципалітет і містечко в Іспанії, в автономній спільноті Галісія, провінція Луго, комарка Чантада. Адміністративний центр комарки. Розташоване у північно-західній частині країни. Входить до складу Лугоської діоцезії Католицької церкви.Лука]] | Патрон — святий Лука. Площа муніципалітету — 176,7 км², населення муніципалітету — 9014 ос. (2009); густота населення — 
. Висота над рівнем моря — 503 м. Поштовий індекс — 27500.

## Назва
- Чанта́да  (гал. і ісп. Chantada, МФА: [ʧãn̪.ˈta.ða]) — сучасна іспанська і галісійська назва.

## Географія
Муніципалітет розташований на відстані близько 420 км на північний захід від Мадрида, 47 км на південь від Луго.

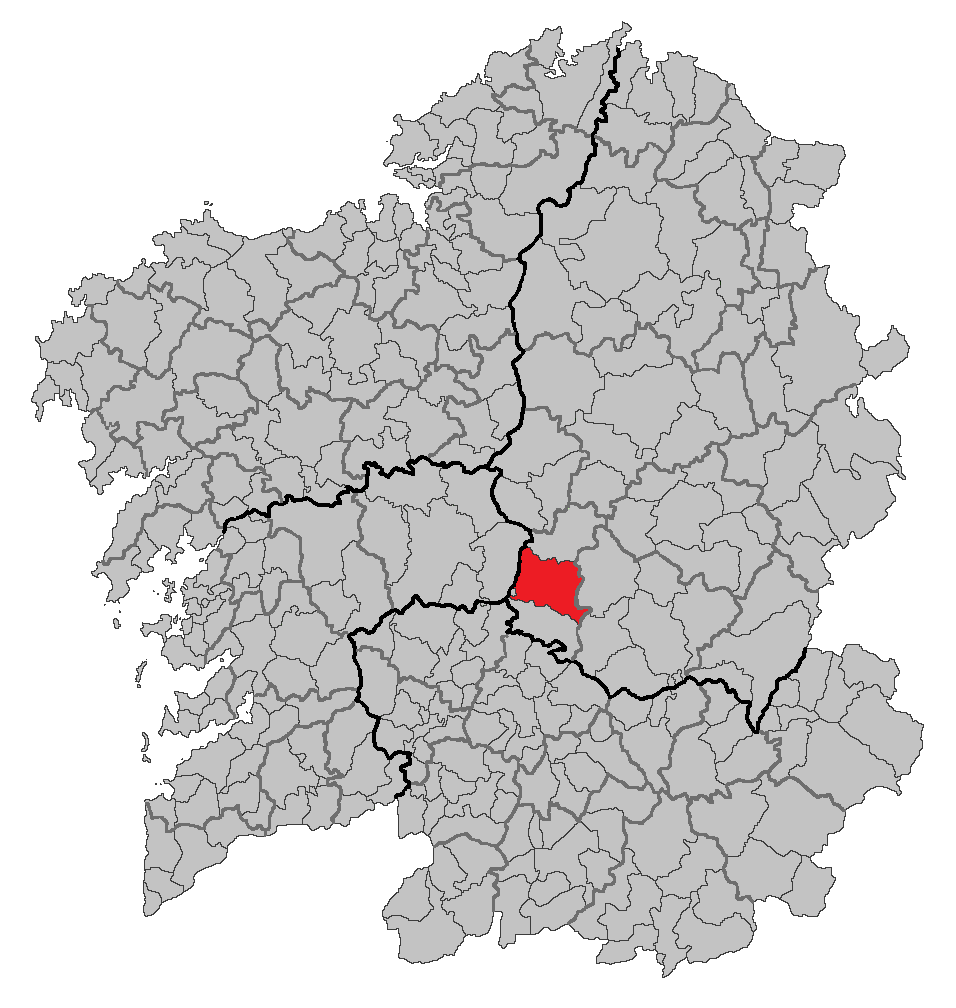
Муніципалітет у Галісії
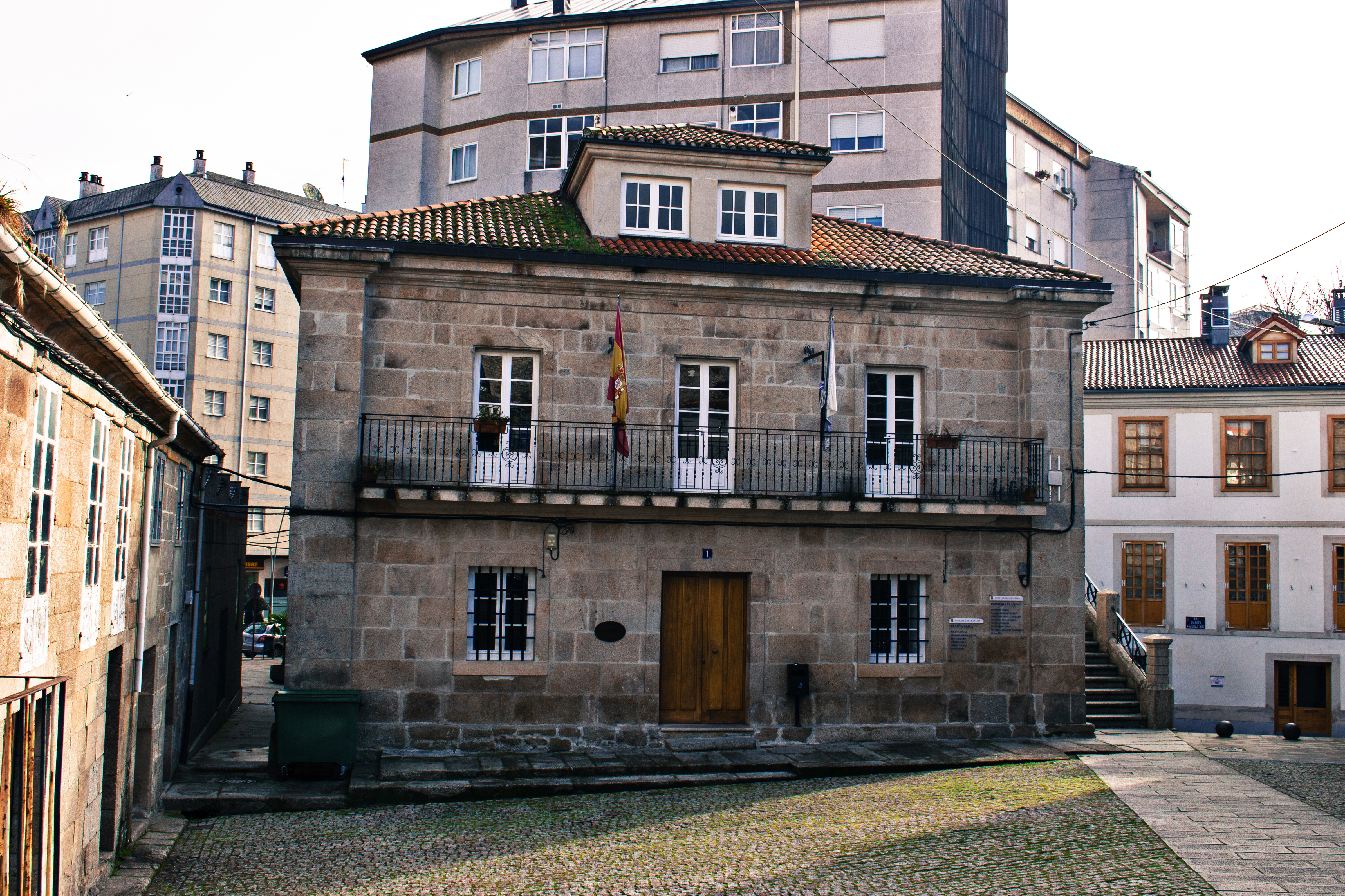
Ратуша
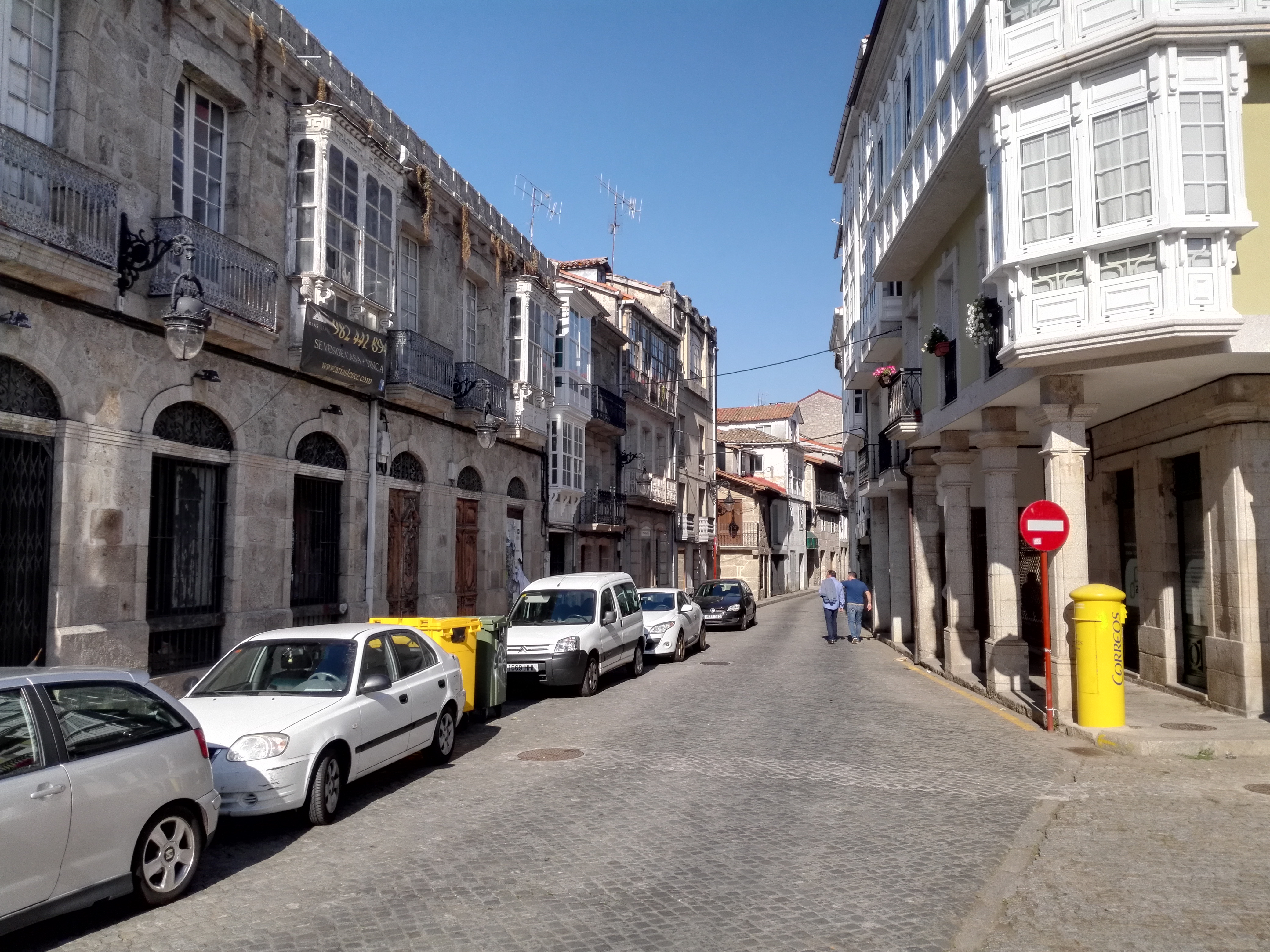
Старе містечко
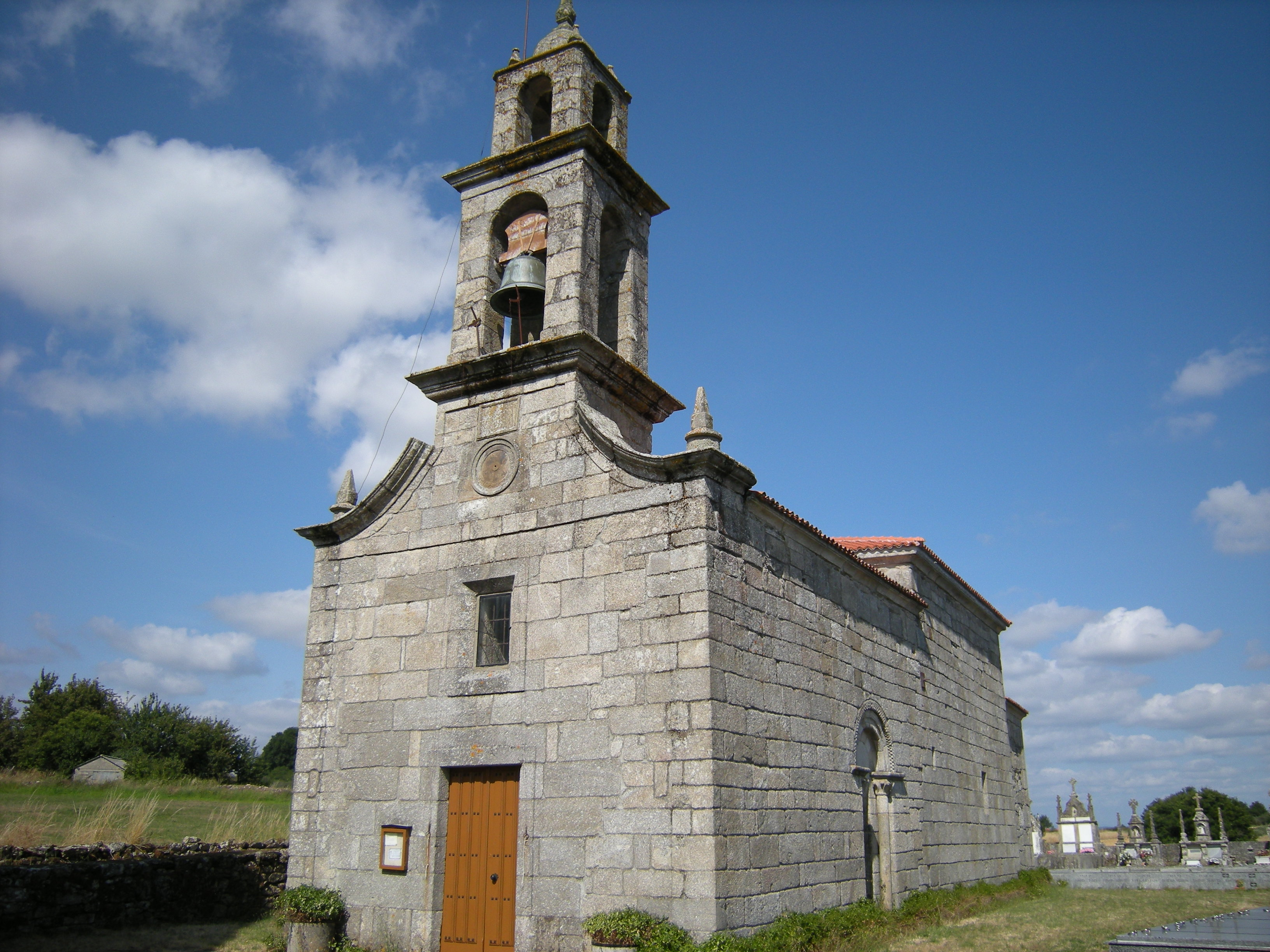
Церква
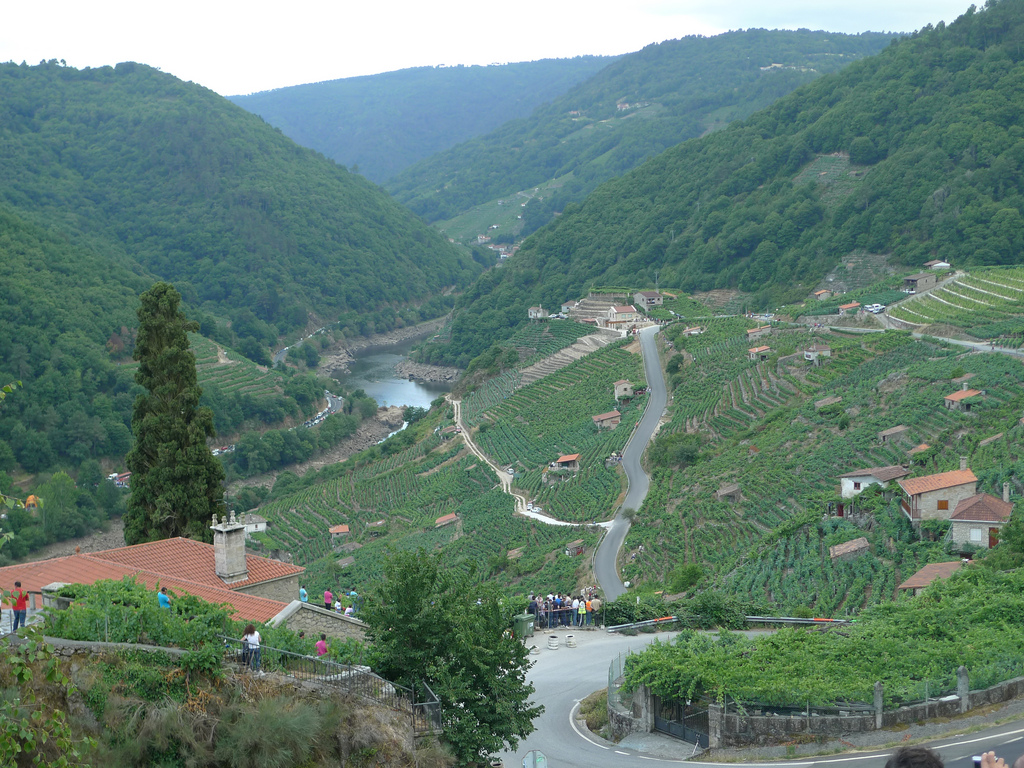
Городи

## Демографія
Динаміка населення (INE ):

## Парафії
Муніципалітет складається з таких парафій:
1. Ада
2. Аркос
3. Аргосон
4. А-Граде
5. А-Лаше
6. А-Сарінья
7. Белесар
8. Бермун
9. Брігос
10. Вейга
11. Вілауше
12. Есмеріс
13. Есморіс
14. Кампорраміро
15. Лінкора
16. Маріс
17. Мерлан
18. О-Мато
19. О-Монте
20. Моурісіос
21. Мурадельє
22. Ногейра-де-Міньйо
23. Педрафіта
24. Перейра
25. Пескейрас
26. Рекейшо
27. Сабадельє
28. Сан-Фіс-де-Асма
29. Сан-Педро-де-Віана
30. Сан-Сальвадор-де-Асма
31. Сан-Шуршо-де-Асма
32. Санта-Крус-де-Віана
33. Санта-Ушія-де-Асма
34. Сантьяго-де-Арріба
35. Форнас
36. Чантада

## Релігія
Чантада входить до складу Лугоської діоцезії Католицької церкви.